# De dood van Federico
De dood van Federico is een hoorspel van Anton Quintana. De VARA zond het uit op woensdag 8 januari 1964, van 20:35 uur tot 21:45 uur. De gitaar werd bespeeld door Dick Visser, de regisseur was S. de Vries jr.

## Rolbezetting
- Johan Wolder (Federico García Lorca)
- Tine Medema (zijn moeder)
- Mien van Kerckhoven-Kling (Soleda, een oude vrouw)
- Paul van der Lek (Juan, een vriend van Federico)
- Jan Borkus (Nestares, een falangistische kapitein)
- Huib Orizand (Ignacio, een gevangen torero)
- Jan Verkoren (Antonio, een vermoorde zigeuner)
- Louis de Bree (de pastoor)
- Corry van der Linden (een jong meisje)
- Rudi West (Morales, een vriend van Federico)
- Frans Somers (Diego, een vriend van Nestares)
- Alex Faassen jr. (Ramon, een sergeant)
- Jo Vischer sr. (de tuinman)
- Chiel de Kruijff (een bewaker in de gevangenis)

## Inhoud
Nestares veroordeelt de Spaanse dichter Federico García Lorca na een absurd verhoor ter dood om het volk duidelijk te maken dat de Spaanse Burgeroorlog een oorlog van ideeën is, en dat er voor individuen als hij geen plaats is in Spanje. Lorca’s aanhangers denken dat zijn dood duidelijk zal maken dat met het doden van individuen de ideeën niet uit te roeien zijn; hij zal voortbestaan in gelijkgezinden… (Ineke Bulte)